# علی‌احمد جلالی
جلالی در سال ۱۳۲۳هجری خورشیدی در ولایت غزنی متولد شده و فارغ‌التحصیل دانشگاه نظامی افغانستان است. او بیش از بیست سال مجری برنامه‌های افغانستان در رادیو صدای آمریکا بوده‌است.

## جوایز

### افغانستان

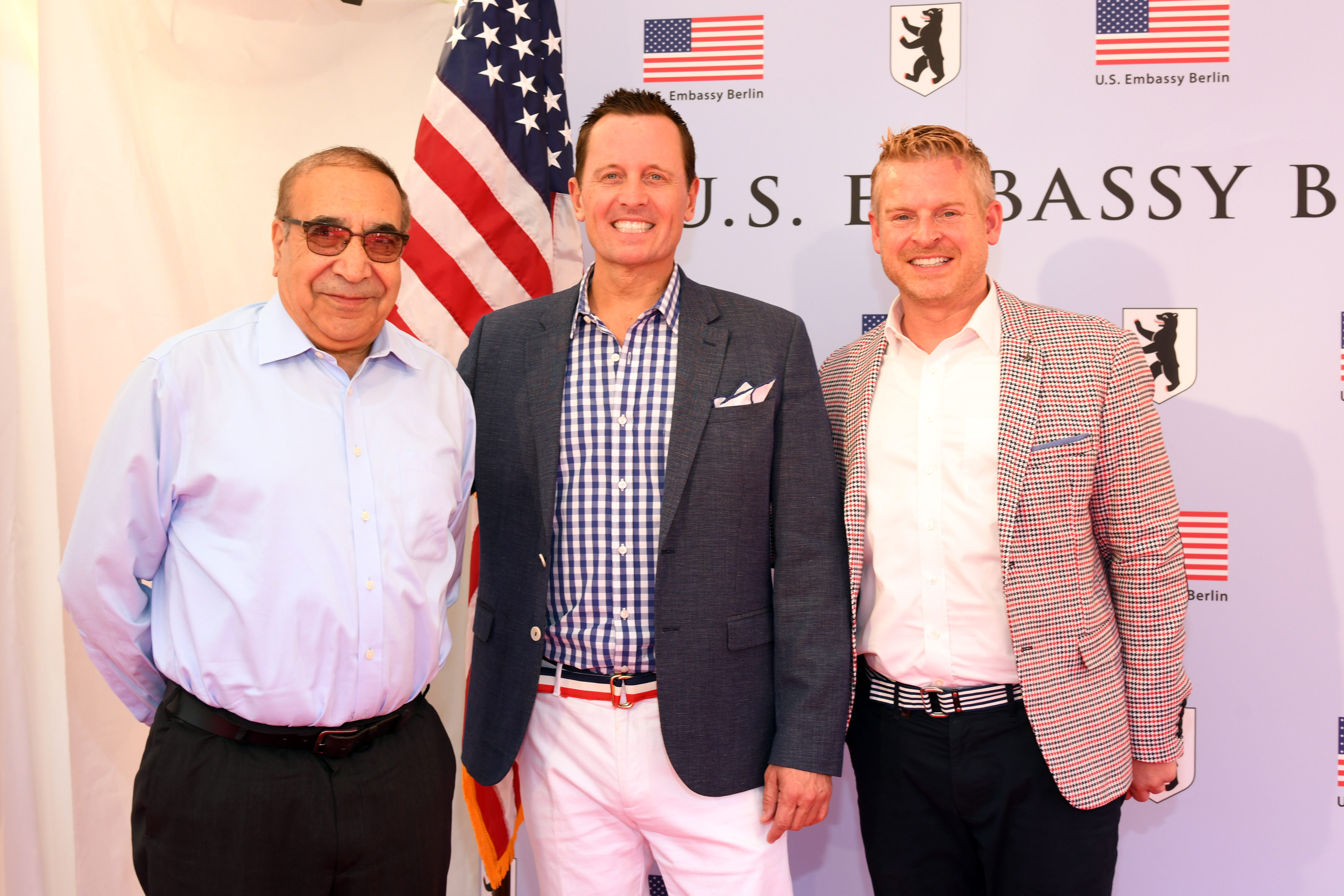
علی‌احمد جلالی، برلین، ۴ ژوئیه ۲۰۱۸

- مدال طلای بریال-۱، ارتش افغانستان، ۱۹۶۸
- مدال نقره وریته، ارتش افغانستان، ۱۹۷۷
- مدال نقره بریال-۲، ارتش افغانستان، ۱۹۶۴
- مدال برنز بریال-۳، ارتش افغانستان، ۱۹۶۱
- مدال برنز وریته، ارتش افغانستان،[۵] ۱۹۶۷
- مدال وزیر اکبر خان، دولت افغانستان، ۲۰۰۵
- مدال خدمات برجسته، پارلمان افغانستان، ۲۰۰۴

### ایالات متحده
- جایزه دستاورد شغلی دولت ایالات متحده، ۲۰۰۳
- خدمات فدرال ۱۵، ۲۰ و ۲۵ ساله، ایالات متحده ۱۹۹۷، ۲۰۰۳ و ۲۰۱۱
- چهار جایزه عملکرد برتر پایدار، صدای آمریکا، ۱۹۸۴ و ۱۹۹۰
- یازده جایزه عالی در برنامه‌نویسی، صدای آمریکا، ۱۹۸۵ و ۱۹۹۲

## آثار
علی احمد جلالی تا کنون بیش از ۲۳ کتاب، ۴۸ مقاله و ۴۵۰ سناریو برای صدای آمریکا در مورد تحولات سیاسی، اقتصادی و اجتماعی در آسیای مرکزی و قفقاز از سال ۱۹۹۳ تا ۲۰۰۱ نوشته‌است. صدها مقاله او در زبان دری و پشتو در مجله نظامی منتشر شده یا از رادیو افغانستان بین سالهای ۱۹۶۵ تا ۱۹۷۸ پخش شده‌است. مهم‌ترین آثار وی قرار زیر است:
- تاریخچه نظامی افغانستان از بازی بزرگ تا جنگ جهانی علیه ترور، انتشارات دانشگاه کانزاس، مارس ۲۰۱۷
- نیروهای ملی دفاعی و امنیتی افغانستان، واشینگتن دی.سی.، ۲۰۱۶
- جرم فرا ملی و چالش همکاری منطقه:چالش‌های امنیتی غیر سنتی در آسیا، هند، ۲۰۱۵
- جنگ نامنظم قبایل پشتون در مبارزه با امپراتوری مغول در قرون ۱۶ و ۱۷، کابل، ۲۰۱۲
- چالش انتقال امنیت در افغانستان، دانشگاه ملی سنگاپور، ۲۰۱۲
- طرف دیگر کوه، با همکاری لستر گراو، ایالات متحده، ۲۰۱۱
- آینده نیروهای امنیتی در افغانستان، انستیتو صلح، ۲۰۱۲
- چالش بازیابی جنبش مجدد در افغانستان، دهلی نو، ۲۰۰۹
- مقابله با مواد مخدر در افغانستان، دانشگاه دفاع ملی آمریکا، ۲۰۰۸
- افغانستان: چالش دولت سازی، انتشارات دانشگاه ویلفرید لوریر، ۲۰۰۸
- افغانستان: میراث جنگ و چالش صلح، مؤسسه مطبوعاتی بروکینگز و بنیاد جهانی صلح، ۲۰۰۶